# Congregação do Espírito Santo
Não confundir com os Missionários do Espírito Santo, fundados em 1914, no México, pelo padre Félix Rougier.
Congregação do Espírito Santo, oficialmente denominada Congregatio Sancti Spiritus sub tutela Immaculati Cordis Beatissimae Virginis Mariae (CSSp), mais conhecida por Espiritanos, é um instituto de vida religiosa da Igreja Católica Romana, fundado a 27 de maio de 1703, em França.

## História
Os Espiritanos têm como sua origem a data de 27 de maio de 1703, festa do Pentecostes, na igreja de Saint-Étienne-des-Grès, em Paris, quando Claude-François Poullart Des Places e seus doze companheiros consagram-se ao Espírito Santo sob a protecção da Virgem Maria, com o fim de se comprometerem ao serviço dos pobres. Poullart Des Places foi ordenado sacerdote em 17 de dezembro de 1707, e faleceu em 2 de outubro de 1709, com trinta anos de idade. Foi enterrado no dia seguinte, na fossa comum do clero pobre, em Saint-Étienne-du-Mont. No Seminário do Espírito Santo havia então 72 estudantes. São estes os primeiros Espiritanos no sentido lato, isto é, «saídos do Seminário do Espírito Santo».
A partir de 1732, irmãos Espiritanos são enviados para outros continentes, enquanto em 1734, o Arcebispo de Paris aprova as Regras e Constituições do Seminário e da Comunidade do Espírito Santo e da Imaculada Conceição (1726) – e da Virgem Imaculada (1734). Enquanto a partir de 1765, a Santa Sé encarrega a Congregação do Espírito Santo das primeiras Prefeituras Apostólicas, em 1766 a Comunidade do Espírito Santo toma o título de Congregação do Espírito Santo.
Quando a Revolução Francesa suprime todas as ordens religiosas, a Congregação foi dissolvida e muitos Espiritanos tiveram de se dispersar. Os que ficaram na França, ofereceram seus serviços em diversas dioceses, até que fosse possível retomar a obra interrompida. A Congregação do Espírito Santo foi restabelecida por Napoleão em 23 de março de 1805, e novamente suprimida em 1809. Roma aprova as Regras da Congregação do Espírito Santo em 1824, e a partir de 1839, a Congregação passa a depender directamente da Santa Sé. 
Outro destaque na história dos Espiritanos é a união com a Sociedade Missionária do Imaculado Coração de Maria, fundada pelo padre François-Marie-Paul Libermann. Libermann, judeu convertido, fundou aquela sociedade no começo da década de 1840, primeiramente para evangelização dos negros nas colônias e depois também para o continente africano. A união da Sociedade do Imaculado Coração de Maria com a Congregação do Espírito Santo foi decidida pela Congregação para a Propagação da Fé, e ratificada por Pio IX; a Sociedade do Imaculado Coração de Maria foi suprimida, e seus membros foram agregados à Congregação do Espírito Santo.
A união das duas ordens consolidou o crescimento dos Espiritanos, que alcançou dezenas de países. Ao Brasil, os Espiritanos chegaram no século XX, sendo atualmente responsáveis pela Prelazia de Tefé.
Na época do Concílio Vaticano II, Mons. Marcel Lefebvre era o Superior geral da ordem. A partir das direções do concílio, a sede da Congregação deixa Paris e instala-se em Roma. 

## Actividades
A Congregação dedica-se ao ensino católico, operando múltiplos colégios, seminários e instituições de ensino superior. Entre outras, pertencem à Congregação as seguintes instituições académicas:
- Blackrock College (Irlanda), fundado em 1860;
- St. Michael's College (Irlanda);
- St. Mary's College (Irlanda), fundado em 1892;
- Rockwell College (Irlanda), fundado em 1864;
- Templeogue College (Irlanda), fundado em 1966;
- Duquesne University (Duquesne University of the Holy Spirit), fundada em 1878, conhecida como centro da Renovação Carismática Católica;
- Holy Ghost Preparatory School (Estados Unidos da América).

## Superiores gerais
A Congregação teve vinte e cinco superiores gerais em seus 321 anos de existênciaː
| No. | Nome                           | Anos servidos | Nacionalidade |
| --- | ------------------------------ | ------------- | ------------- |
| 1.  | Fr. Claude Poullart des Places | 1703–1709     | Francês       |
| 2.  | Fr. Jacques Garnier            | 1709–1710     | Francês       |
| 3.  | Fr. Louis Bouic                | 1710–1763     | Francês       |
| 4.  | Fr. Julien-François Becquet    | 1763–1788     | Francês       |
| 5.  | Fr. Jean-Marie Duflos          | 1788–1805     | Francês       |
| 6.  | Fr. Jacques Bertout            | 1805–1832     | Francês       |
| 7.  | Fr. Amable Fourdinier          | 1832–1845     | Francês       |
| 8.  | Fr. Nicolas Warnet             | 1845–1845     | Francês       |
| 9.  | Fr. Alexandre Leguay           | 1845–1848     | Francês       |
| 10. | Bp. Alexandre Monnet           | 1848–1848     | Francês       |
| 11. | Ven. François Libermann        | 1848–1852     | Francês       |
| 12. | Fr. Ignace Schwindenhammer     | 1853–1881     | Francês       |
| 13. | Fr. Frédéric Le Vavasseur      | 1881–1882     | Francês       |
| 14. | Fr. Ambroise Emonet            | 1882–1895     | Francês       |
| 15. | Abp. Alexandre Le Roy          | 1896–1926     | Francês       |
| 16. | Abp. Louis Le Hunsec           | 1926–1950     | Francês       |
| 17. | Fr. Francis Griffin            | 1950–1962     | Irlandês      |
| 18. | Abp. Marcel Lefebvre           | 1962–1968     | Francês       |
| 19. | Fr. Joseph Lécuyer             | 1968–1974     | Francês       |
| 20. | Fr. Frans Timmermans           | 1974–1986     | Holandês      |
| 21. | Fr. Pierre Haas                | 1986–1992     | Francês       |
| 22. | Fr. Pierre Schouver            | 1992–2004     | Francês       |
| 23. | Fr. Jean-Paul Hoch             | 2004–2012     | Francês       |
| 24. | Fr. John Fogarty               | 2012–2021     | Irlandês      |
| 25. | Fr. Alain Mayama               | 2021–atual    | Congolês      |